# Прогресс (Свердловская область)
Прогре́сс — посёлок в Свердловской области России, административно подчинённый городу Первоуральску. Входит в муниципальный округ Первоуральск.

## География
Посёлок Прогресс расположен на обоих берегах реки Чусовой, в устье реки Большой Шишим, в 25 километрах (по автодороге в 31 километре) к западо-северо-западу от города Первоуральска. Посёлок фактически слился с соседним посёлком Коуровка, расположенным западнее. В Коуровке расположена одноимённая станция Свердловской железной дороги.
По берегам Чусовой, в окрестностях посёлка Прогресс, расположены геоморфологические природные памятники — скальные обнажения: камни Чирки, Синий, Косой, Толстик, Шишимский.

## Население
| 2002 | 2010  |
| ---- | ----- |
| 2200 | ↘1903 |